# Pavel Dvořák
Pavel Dvořák [ˈpavɛl ˈdvor̝aːk] (* 19. Februar 1989) ist ein tschechischer Fußballspieler.

## Vereinskarriere
Pavel Dvořák begann mit dem Fußballspielen bei SK Vysoké Mýto, danach wechselte der Stürmer zum Zweitligisten FC Hradec Králové. Dort schaffte er Anfang 2007 den Sprung in den Profikader.

## Nationalmannschaft
Dvořák spielte bisher für die tschechischen Juniorenauswahlmannschaften U17, U18 und U19.